# TVおじゃマンボウ
『TVおじゃマンボウ』（テレビおじゃマンボウ）は、日本テレビ系の一部局で1993年7月24日から2006年3月25日まで、毎週土曜日の17:00から（1996年3月までは17:10から）放送されていた、テレビ番組やテレビの舞台裏を取り上げるバラエティ番組。

## 概要
当初は、前番組『ヒューヒュー』が打ち切りとなり、秋に始める予定だった新番組の構想期間の穴を埋めるためのつなぎ番組として始まった。そのため、第1回放送日が7月24日という中途半端な日付になっている。
急造であったため、前番組「ヒューヒュー」から継続起用された当時若手人気タレントの中山秀征と単発ゲスト以外は無名な出演者で占められていた。メインの1人麻木久仁子はまだ知名度が低く、その他の出演者も入社直後の新人アナウンサー、そして当時はコラムニストでしかなかった堀井憲一郎といった具合であった。
このような粗雑ともいえる環境で放送開始した当番組であるが、「テレビ番組を特集する」だけの簡素さと出演者同士の掛け合いでリアルな魅力を生み出し、1985年10月から長きにわたって続けられた日テレ土曜夕方の若者向けライブショー路線から180度違う“普通の番組”への転換に成功。バラエティ番組にも知的要素が求められ始めていた90年代の世相にもマッチして一定の視聴率を得た。そのまま秋を過ぎても番組が続行されて結果的には13年間にもわたる長寿番組となり、中山の代表番組の一つにも挙げられるだけでなく、麻木と堀井にとっては出世作となった。
原則生放送で行われたが、通常通りに見せかけた録画放送の回が時折あった。番組中録画であることは明示しなかったもののゲストの問題発言に伏せ音が使われたり（松村邦洋等）、カット繋ぎがあった（上原多香子等）ため、容易に判別できるものであった。
あくまでローカル番組であり、また日テレの番組宣伝要素の強い番組のため、読売テレビや中京テレビのように編成全体にわたって自社製作番組への差し替えの多い局や四国放送や高知放送のように全国ネット番組が他系列番組へ差し替えられることが多い局ではネットされなかった。
『24時間テレビ』の放送当日は、「TVおじゃマンボウ・24時間テレビスペシャル」という題目で放送されていた。スタジオには、24時間テレビまで、あと○時間○○分○○秒と表示される時計が置いてあった。また福岡放送は自社特番に切り替えられていたが、他のネット局や山口放送などの『おじゃマンボウ』非ネット局の一部局でも放送されていた。この24時間テレビの事前番組は本番組終了後も『ラジかるッ』（2009年3月終了）に移行して放送された（2010年以降はベース番組が無いが、事前番組は継続中）。
スタッフ、出演者の共通性で土曜深夜の『DAISUKI!』、平日早朝の『ジパングあさ6』との交流が深かった。日曜昼の『TVおじゃマンモス』は、スタジオも同じで当番組のセットを組み替えて翌日使用していたことから、一方的に当番組の姉妹番組と認識していた。

## 番組の終焉
日テレの視聴率不正操作問題が発覚した2003年秋頃から視聴率が低迷し、番組内容を大幅に一新した後、2006年3月25日をもって当番組は終了し12年9か月の放送に幕を降ろした。なお、鹿児島讀賣テレビなど一部の放送局では本来の最終回が放送されず、前週の3月18日放送分が最終回の扱いとなった。
同時に1979年4月に土曜20時台から移動した『全日本プロレス中継』から27年間続けられた日テレの土曜17時台の1時間枠は終了となった。

## 出演者

### スタート時の主な出演者
司会
中山秀征、麻木久仁子
TVウォッチャー（第一回はカウントダウンコラムニストとして）
堀井憲一郎
マンボウ探偵団
藤井恒久、山王丸和恵、角田久美子
いずれも当時。3人とも1993年4月に入社したばかりの新人アナウンサーだった。

### 最後期の主な出演者
■司会
中山秀征※、麻木久仁子※
■TVウォッチャー
堀井憲一郎※
■おじゃま刑事
ホリ
■マンボウ探偵団
藤井恒久（当時）※、小野寺麻衣（当時）、森圭介、宮崎宣子（当時）、鈴江奈々、右松健太（当時）、脊山麻理子（当時）、鳥羽博剛（当時）
※印は、第1回からの出演者（麻木は産休期間有り）。マンボウ探偵団は日本テレビのアナウンサーで構成されていた。

### 過去に出演していたアナウンサー
- 山王丸和恵（当時）
- 角田久美子（当時）
- 菅谷大介
- 柴田倫世（当時）
- 鈴木崇司≪ラルフ≫
- 河本香織（当時）
- 西尾由佳理（当時）
- 長谷川憲司（当時）
- 矢島学
- 炭谷宗佑（当時）
  - 最終回では鈴木崇司のほか、既に現役局アナではなくなった山王丸、角田、柴田の3名もゲストで駆けつけた。

## 番組内容
視聴率ランキング
番組のジャンルごとに週の視聴率ランキングを発表。「ドラマ部門」「バラエティ・音楽部門」「情報・教養番組部門」「深夜番組部門」「総合TOP30」の5つのジャンルから発表されたが、時間が余り無い場合は「総合TOP30」のみを発表した回もあった。しかし、日本テレビの視聴率不正操作問題の発覚に伴い、当コーナーは廃止となった。
番組特集
日本テレビで放送している番組へ取材へ行き、その日の特集として放送していた。大概の場合リポーターのマンボウ探偵団はその出演者から弄られるというのが定番だった。
おじゃま刑事（デカ、2004年10月2日 - ）
ホリがテレビに関する疑問・質問を捜査していた。2005年4月16日の放送では、ホリ自らの結婚を発表した。
東京ドーム中継
東京ドームで巨人戦が行われる時だけ実況アナ・解説者とスタジオのやり取りがあった。巨人ベンチ横にいる元木大介が入中探偵団として出演していた。
マンボウトトカルチョ
クイズコーナー。4択のクイズが出題され、誰が正解か当てるとプレゼントが当たる。VTR終了後に堀井が出演し解説、出演者とゲストは4択の中から正解だと思う選択肢に自分のネームプレートを貼っていった。正解率は中山が一番高かったが、麻木も高確率で当てにいった。番組後期には4択クイズの他に、書き問題や、近似値クイズでの出題もあった。
週刊マンボウ瓦版（2004年10月2日 - 2005年9月）
テレビの出来事を新聞風パネルで編集長の堀井が紹介・解説。
マンボウ芸能プチシキ（2005年10月1日 - ）
その回に取材する番組出演者についての知識を書いた文章のうち、VTRに入る前に隠された一部分をはがきに書いて番組までに送ると抽選でプレゼントが当たるコーナー。
TV主題歌ランキング
その週のオリコンシングルチャートにランクインした曲で、TV主題歌のタイアップが付いたシングルのみを上位10曲まで抜き出して紹介。コーナー開始当初はドラマ主題歌ランキングとしてドラマに限定していた。日テレのみならず、他局の番組の主題歌もランキングにして紹介していた。

## 歴代エンディングテーマ
- 「夏だ!」中山秀征（1994年頃）
- 「千の祈り」田村直美（1995年頃）
- 「まちぶせ」荒井由実（1996年頃）
- 「どうしようもない僕に天使が降りてきた」槇原敬之（1996年頃）
- 「悲しみから瞳をそらさないで」佳苗（1997年頃）
- 「とまどい」広末涼子（1997年4月 - 5月）
- 「ENDLESS　SUMMER NUDE」真心ブラザーズ（1997年6月 - 7月）
- 「シルエット・ロマンス」ZERO（1997年8月 - 9月）
- 「感情」辺見えみり（1997年10月 - 11月）
- 「ふゆがきた」加藤紀子（1997年）
- 「恋をしよう」原田知世（1998年頃）
- 「ルール」PARADISE LOST（1998年頃）
- 「プライベート」広末涼子（1998年頃）
- 「カプチーノ」ともさかりえ
- 「一緒に帰ろう」久宝留理子（1999年頃）
- 「Sign of Love」S.E.S （2000年1月 - 3月）
- 「花火」うたいびと はね（2000年頃）
- 「Close to you」Tyler（2000年頃）
- 「SUPERGIRL」Folder5（2000年頃）
- 「VANISHING」清貴（2001年頃）
- 「ドタン場でキャンセル」GO!GO!7188（2001年4月 - 6月）
- 「絶望グッドバイ」藤井隆（2001年頃）
- 「FORK IN THE ROAD」TAKUI（2002年頃）
- 「As Juvenile Innocence」AJI（2002年頃）
- 「月が揺れる空の下で」Baby Boo（2002年頃）
- 「mysterious love」小松未歩（2002年10月 - 12月）
- 「雨」松下萌子（2003年頃）
- 「Dynamic!Atomic!S.C.B.G.」新堂敦士（2003年頃）
- 「翼～つばさ～」INSPi（2003年頃）
- 「へこんだ気持ち 溶かすキミ」三枝夕夏 IN db（2004年頃）
- 「たったひとりの君」樋井明日香（2004年頃）
- 「Happy Life」DGEM（2004年頃）
- 「ねがい」TiA（2005年頃）
- 「あなたとならば」O's（2005年6月 - 9月）
- 「キレイになる私」カミタミカ（2005年頃）
- 「オーイェイ」THE BOOGIE JACK（2005年頃）
- 「きれいな空」AAA（2005年10月 - 12月）
- 「サヨナラ サヨナラ」竹仲絵里（2006年1月 - 3月）

## ネット局
ネット局の特別編成の都合により、「飛び乗り」点が設けられたことがあった。

### 番組末期に放送されていた放送局
- 日本テレビ（NTV）
- 札幌テレビ（STV）
- テレビ新潟（TNN→TeNY）（1994年4月2日 - 1995年3月25日は休止[1]）
- テレビ信州（TSB）
- 静岡第一テレビ（SDT）
- 西日本放送（RNC）
- 広島テレビ（HTV）
- 福岡放送（FBS）[注 5]
- 鹿児島読売テレビ（KYT）

### 途中で放送が打ち切られた放送局
- ミヤギテレビ（MMT）
- 福島中央テレビ（FCT）（放送開始以前から自社制作番組（終了時点では『輝いて…土曜日』）放送のため当枠は非ネットだったが、番組終了に伴い1994年1月からネット開始。その後、自社制作番組『ゴジてれ土曜版』開始に伴い、1999年3月末をもってネットを打ち切った[2][3]）。
- テレビ金沢（KTK）[4]
- 福井放送（FBC）（1996年4月13日ネット開始）[5]
- 日本海テレビ（NKT）（地元のカード会社である日本海信販の一社提供枠「信販ファミリーアワー」の番組としてネット）
- 山口放送（KRY）
- 長崎国際テレビ（NIB）（1999年 - 2000年まで自社製作番組放送のためネットを打ち切ったが、その後自社製作番組の終了に伴いネットを再開。その後再度打ち切り。）

## コラボ企画
特集で中山、麻木、藤井、角田の4人が『名探偵コナン』（よみうりテレビ制作）に声の出演してアフレコを行う様子が放送され、実際に「おじゃマンボウ殺人事件」（1997年4月28日放送、第2シーズン第56話）のサブタイトルで原作にないテレビオリジナル回として正式に放送されている。スケジュールの都合から中山はアフレコに途中参加となり、高山みなみ、神谷明など他の出演者がいなくなった後、一人でセリフを録り終えた。その際、何度もNGを出している。
中山が清掃会社社長、麻木が社長秘書、藤井が殺害される営業所所長兼専務、角田が中山の妹（回想）であった。また、中山と麻木は容疑をかけられる役であり、コナンの同回放送後の本番組では、冒頭で出演者の一人が犯人役を告白している。なお、当作品を制作していたよみうりテレビでは本番組を一切ネットしなかったため視聴者に事情が伝わらず、「有名タレントが出演している謎の回」となってしまっている。

## 逸話
麻木は1997年10月よりテレビ朝日系列の報道ドキュメンタリー番組『ザ・スクープ』（以下『スクープ』）の司会を務めていたが、2000年春改編により『スクープ』が土曜深夜から夕方の時間帯に移動した事に伴い放送時間が30分重なるため、『スクープ』を降板した上で本番組への出演を継続した。
番組セットには一般の観覧客を大勢入れていた。
番組セットは当番組の収録終了後に組み換えて、『TVおじゃマンモス』（以下『マンモス』）のセットに替えていた。1995年2月18日放送分では『マンモス』から当番組へのセットの組み換えの様子を早回しで放送したこともある。
同じく1995年2月18日放送分では『マンモス』の森脇健児を除くレギュラー出演者が当番組にゲストで出演した。この回では『マンモス』の1コーナーだったハイパーホッケーの対決があり、ゲームに勝った当番組の出演者が8日後の2月26日の『マンモス』に出演する事になっていたが、当日は横浜国際女子駅伝中継によって『マンモス』が休止したために出演はなくなった。

## スタッフ
最終回時点のスタッフ
- ナレーター ： ユッキー、三村ロンド
- 構成 : 近藤祐次、上野耕平、中倉けんじ、水野英昭
- 制作協力 : NCV、ホリプロ
- ディレクター ： 石本典隆 / 西山嘉昭、今井大輔、藤野大作、野田潤一、大塚力、那須太輔、丸山太嘉志
- 演出 ： 堀金澄彦（日テレ）
- プロデューサー ： 大野彰作（日テレ） / 原田浩司、村松宏
- チーフプロデューサー ： 安岡喜郎（日テレ）
- 製作著作：日テレ

過去のスタッフ
- ナレーター ： 龍田直樹
- 構成 ： 海老克哉、近藤博幸、成田はじめ、中野俊成、松本えり子
- ディレクター ： 泉範行、矢吹光正、中川有以努、又平和己、氣賀澤宏隆、鈴木守、上野隆之、田仲芳幸、野上貢、青木丈治、黄木美奈子
- 演出 ：  寺内壮、染井将吾、内藤和明（後から『汐留スタイル!』、『Click!』のプロデューサーとなる）
- プロデューサー ： 中村英明、大澤弘子（以上日テレ）／栗林堅太郎、堀義貴、佐藤哲也、源孝志、鈴木基之
- チーフプロデューサー ： 金谷勲夫　→　吉岡正敏 　→　 大澤雅彦　→　増田一穂（以前は演出/プロデューサー）　→　吉田真（以上日テレ）